# Sigara mississippiensis
Sigara mississippiensis är en insektsart som beskrevs av Hungerford 1942. Sigara mississippiensis ingår i släktet Sigara och familjen buksimmare. Inga underarter finns listade i Catalogue of Life.